# イスタンブールスポル
イスタンブールスポル（İstanbulspor）は、トルコのイスタンブールをホームタウンとするスポーツクラブ、サッカークラブである。

## 歴史
クラブは1926年1月4日に創設された。トルコ共和国の教育機関から誕生した最初のスポーツクラブであり、Kemal Halim Gürgenの主導でイスタンブール男子高等学校の教師と学生によって創設された。クラブカラーは学校と同じ黄色と黒色。
1932年にイスタンブール・フトボル・リギ、トルコサッカー選手権で優勝した。1932年のイスタンブール・フトボル・リギは特別試合でリーグ戦よりも高収益を上げていたガラタサライとフェネルバフチェが不参加でベシクタシュもシーズン途中に撤退した。
2018年までにトップディビジョンのスュペル・リグに23シーズン所属した。1967-68シーズンにはTFF1.リグで優勝した。UEFAインタートトカップ 1997で欧州カップ戦最大の成功を収め、準決勝でオリンピック・リヨンと対戦、第1戦は2-1で勝利したが、第2戦は0-2で敗れた。

## 獲得タイトル

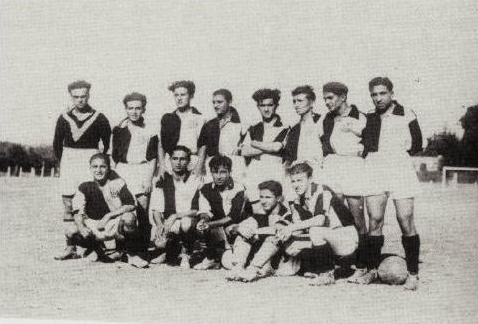
1931-32シーズンのイスタンブール・フトボル・リギで優勝

### 国内タイトル
- TFF1.リグ：1回
  - 1967-68
- TFF2.リグ：1回
  - 2016-17
- TFF3.リグ：1回
  - 1991-92
- トルコサッカー選手権（英語版）：1回
  - 1932
- イスタンブール・フトボル・リギ（英語版）：1回
  - 1931-32

### 国際タイトル
- なし

## 過去の成績
| シーズン | ディビジョン   | ディビジョン | ディビジョン | ディビジョン | ディビジョン | ディビジョン | ディビジョン | ディビジョン | ディビジョン | テュルキエ・クパス |
| シーズン | リーグ         | 試           | 勝           | 分           | 敗           | 得           | 失           | 点           | 順位         | テュルキエ・クパス |
| -------- | -------------- | ------------ | ------------ | ------------ | ------------ | ------------ | ------------ | ------------ | ------------ | ------------------ |
| 2015-16  | TFF2.リグ      | 34           | 20           | 11           | 3            | 49           | 20           | 71           | 2位          | 2回戦敗退          |
| 2016-17  | TFF2.リグ      | 34           | 21           | 5            | 8            | 48           | 22           | 68           | 1位          | 2回戦敗退          |
| 2017-18  | TFF1.リグ      | 34           | 14           | 8            | 12           | 45           | 39           | 50           | 9位          | ベスト16           |
| 2018-19  | TFF1.リグ      | 34           | 10           | 13           | 11           | 45           | 46           | 43           | 11位         | 4回戦敗退          |
| 2019-20  | TFF1.リグ      | 34           | 9            | 13           | 12           | 45           | 43           | 40           | 12位         | 5回戦敗退          |
| 2020-21  | TFF1.リグ      | 34           | 19           | 7            | 8            | 62           | 34           | 64           | 4位          | 4回戦敗退          |
| 2021-22  | TFF1.リグ      | 36           | 17           | 9            | 10           | 57           | 40           | 60           | 4位          | 4回戦敗退          |
| 2022-23  | スュペル・リグ | 36           | 12           | 5            | 19           | 47           | 63           | 41           | 12位         | 5回戦敗退          |
| 2023-24  | スュペル・リグ | 38           | 4            | 7            | 27           | 27           | 80           | 16           | 20位         | 3回戦敗退          |

## 欧州の成績
| シーズン | 大会                   | ラウンド  | 対戦相手                   | ホーム | アウェー | 合計    |  |
| -------- | ---------------------- | --------- | -------------------------- | ------ | -------- | ------- |  |
| 1997     | UEFAインタートトカップ | グループ  | イェルガヴァ               | N/A    | 5-1      | 1位     |  |
| 1997     | UEFAインタートトカップ | グループ  | ヴァシャシュ               | 2-0    | N/A      | 1位     |  |
| 1997     | UEFAインタートトカップ | グループ  | ヴェルダー・ブレーメン     | N/A    | 0-0      | 1位     |  |
| 1997     | UEFAインタートトカップ | グループ  | エステルスIF               | 3-2    | N/A      | 1位     |  |
| 1997     | UEFAインタートトカップ | 準決勝    | リヨン                     | 2-1    | 0-2      | 2-3     |  |
| 1998-99  | UEFAカップ             | 予選3回戦 | アルジェシュ・ピテシュティ | 4-2    | 0-3      | 4-4 (a) |  |

## 歴代監督
- シェノル・ギュネシュ 1992-1993
- レオ・ベーンハッカー 1995
- サフェト・スシッチ 1996-1998
- ファティフ・テッケ 2018-2019, 2020-2021, 2022-2023

## 歴代所属選手

### GK
- ヴォルカン・ババジャン 2006-2007

### DF
- ウミト・ダヴァラ 1995-1996
- ブルーノ・エベルトン・クアドロス 2000
- ゼキ・チェリク 2016-2018

### MF
- ジョン・ファン・デン・ブロム 1995-1996
- ジャン＝ミシェル・フェリ 1998

### FW
- ペーター・ファン・フォッセン 1995-1996
- オレグ・サレンコ 1996-1998
- エルヴィル・ボリッチ 2003-2004, 2005-2006
- エルヴィル・バリッチ 2006-2008
- オクタイ・デレリオール 2006-2007